# Hoài Nam

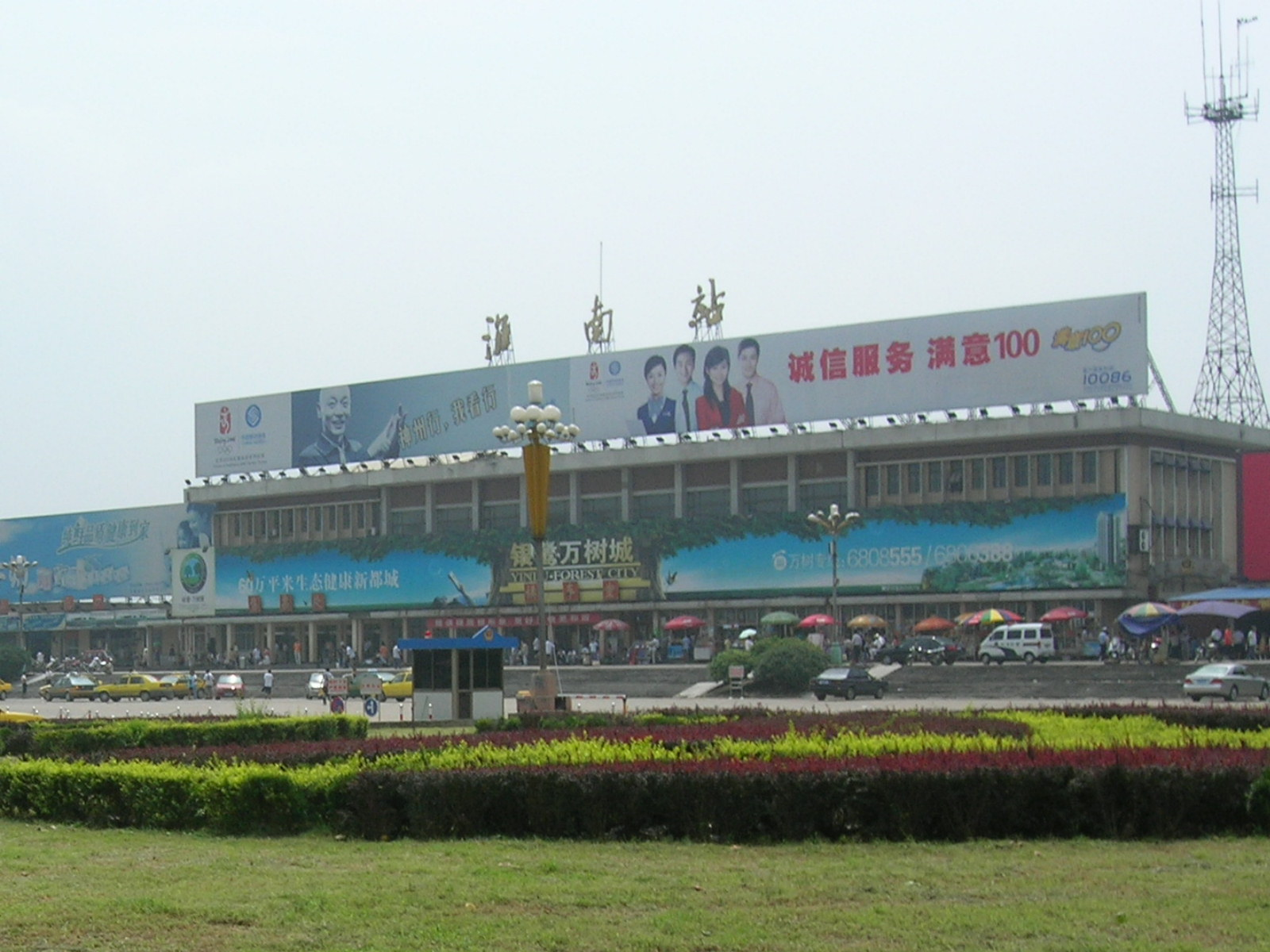
Ga Hoài Nam

Hoài Nam (chữ Hán giản thể: 淮南市, bính âm: Huáinán Shì, Hán Việt: Hoài Nam thị) là một địa cấp thị của tỉnh An Huy, Cộng hòa Nhân dân Trung Hoa. Hoài Nam có diện tích 2596,4 km², dân số 2.335.798 người (2004), GDP 31,4 tỷ nhân dân tệ, GDP đầu người 13.500 nhân dân tệ (2004). Về mặt hành chính, địa cấp thị Hoài Nam được chia thành các đơn vị hành chính gồm 5 quận và 2 huyện. 
- Quận:  Điền Gia Am (田家庵区), Đại Thông (大通区), Tạ Gia Tập (谢家集区), Bát Công Sơn (八公山区), Phan Tập (潘集区)
- Huyện:  Phượng Đài (凤台县), Thọ (寿县)